# Mom (série télévisée)
Mom est une série télévisée américaine en 170 épisodes de 23 minutes créée par Chuck Lorre, Eddie Gorodetsky et Gemma Baker, diffusée entre le 23 septembre 2013 et le 13 mai 2021 sur le réseau CBS et en simultané au Canada sur Citytv.
En France, la série est diffusée depuis le 9 janvier 2016 sur Comédie+ et en clair à partir du 12 janvier 2020 sur TMC et au Québec depuis le 7 janvier 2019 sur Vrak. Néanmoins cette série reste inédite dans les autres pays francophones.
La série a été filmée devant un public en direct et est produite par Warner Bros. Television et Chuck Lorre Productions. Mom a été acclamé par la critique et le public tout au long de sa diffusion, avec un crédit majeur accordé à son écriture et à ses performances. Il a été applaudi pour aborder des thèmes de problèmes de la vie réelle tels que l'alcoolisme, la toxicomanie, la grossesse chez les adolescentes, le jeu addictif, l'itinérance, la rechute, le cancer, la mort, la violence domestique, la surdose, le viol, l'obésité, les accidents vasculaires cérébraux, le TDA et les fausses couches. Il a été loué pour le maintien d'un équilibre habile entre les aspects humoristiques et les plus sombres de ces problèmes.
Mom a toujours reçu des cotes élevées dans son genre, avec une audience moyenne de 11,79 millions de personnes, ce qui en fait la troisième comédie la mieux notée à la télévision aux États-Unis. Il fait partie des cinq meilleures sitcoms avec à la fois des adultes âgés de 25 à 54 ans et des adultes âgés de 18 à 49 ans. La série a reçu plusieurs distinctions, avec Alisson Janney remportant deux Primetime Emmy Awards consécutifs pour une actrice de soutien exceptionnelle dans une série comique en 2014 et 2015 et étant nommé en 2016 et pour Meilleure actrice principale dans une série comique en 2017 et 2018. Il a également remporté plusieurs nominations aux Critics' Choice Television Awards et aux People's Choice Awards au cours de sa course. Le 4 septembre 2020, Anna Faris a annoncé sa sortie de la série.

## Synopsis
La série raconte l'histoire d'une mère célibataire qui, après son combat contre l'alcool, décide de refaire sa vie à Napa en Californie.

## Distribution

### Acteurs principaux
- Anna Faris (VF : Ingrid Donnadieu) : Christy Plunkett (saisons 1 à 7)
- Allison Janney (VF : Marie Vincent) : Bonnie Plunkett, mère de Christy
- Sadie Calvano (VF : Jessica Monceau) : Violet, fille de Christy (saisons 1 à 3, récurrente saison 4, invitée saison 6)
- Nate Corddry (VF : Franck Lorrain) : Gabriel, patron de Christy (saisons 1 et 2)
- French Stewart (VF : Laurent Morteau) : chef Rudy (saisons 1 et 2, récurrent saisons 6 et 7, invité saisons 3, 5 et 8)
- Matt L. Jones (VF : Jérôme Pauwels) : Baxter, ex-mari de Christy (saisons 1 à 3, récurrent saison 4, invitée saison 6)
- Spencer Daniels (VF : Brice Ournac) : Luke, petit-ami de Violet (saison 1, récurrent saison 2, invité saison 4)
- Blake Garrett Rosenthal (VF : Oscar Pauwels) : Roscoe, fils de Christy et Baxter (saisons 1 à 3, récurrent saison 4)
- Mimi Kennedy (VF : Brigitte Virtudes) : Marjorie Armstrong (saisons 2 à 8, récurrente saison 1)
- Jaime Pressly (VF : Valérie Nosrée) : Jill Kendall (saisons 3 à 8, récurrente saison 2)
- Beth Hall (en) (VF : Véronique Rivière) : Wendy Harris (saisons 3 à 8, récurrente saison 2)
- William Fichtner (VF : Éric Aubrahn) : Adam Janikowski (saisons 4 à 8, récurrent saison 3)
- Kristen Johnston (VF : Magali Barney) : Tammy Diffendorf (saisons 7 et 8, récurrente saison 6, invitée saison 5)

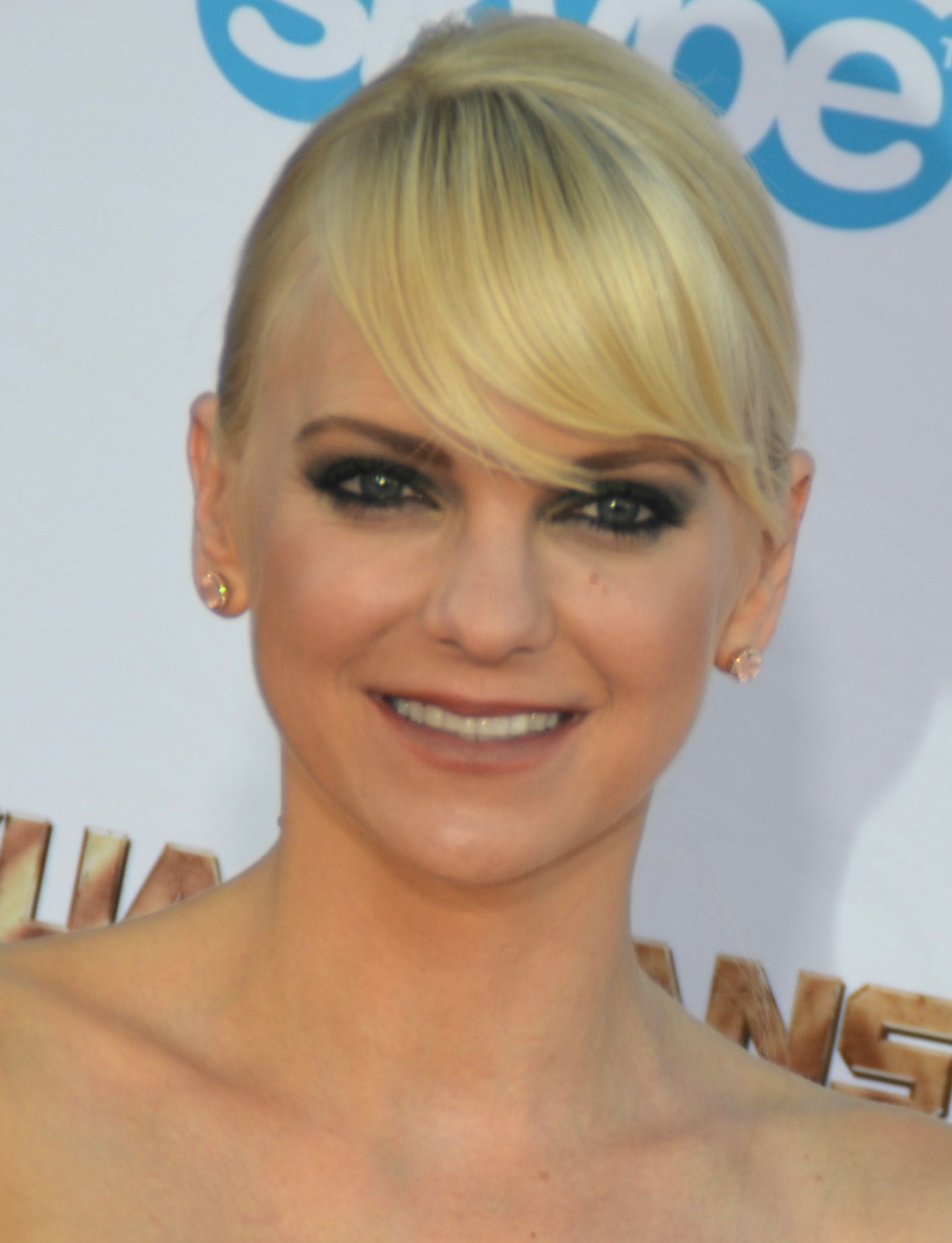
Anna Faris interprète Christy Plunkett.
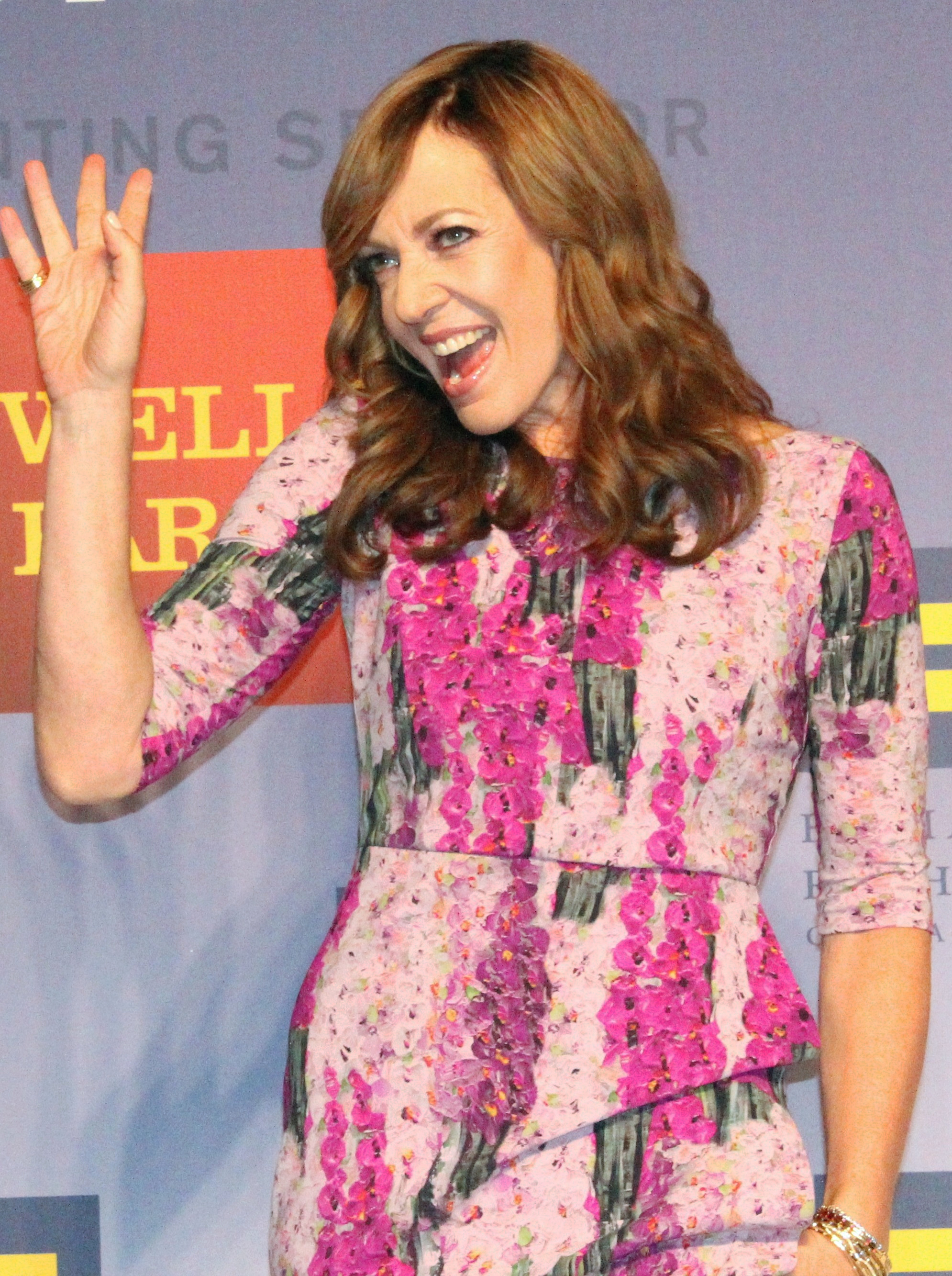
Allison Janney, interprète Bonnie Plunkett.
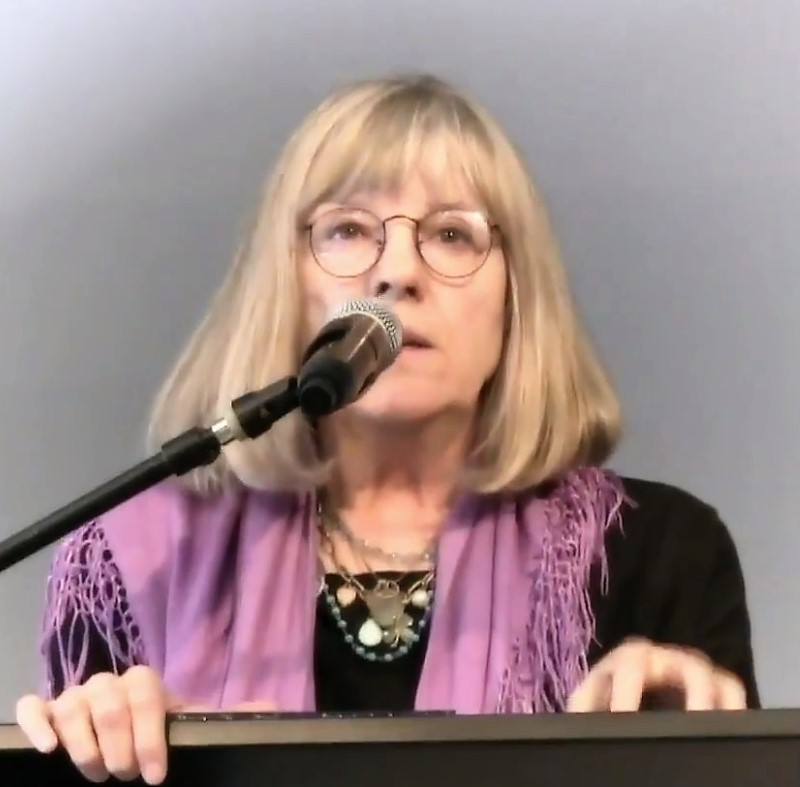
Mimi Kennedy, interprète Marjorie Armstrong.
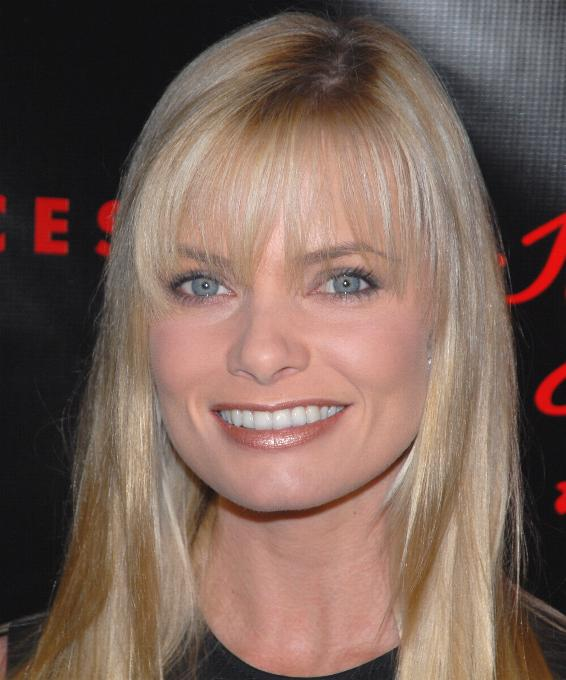
Jaime Pressly, interprète Jill Kendall.
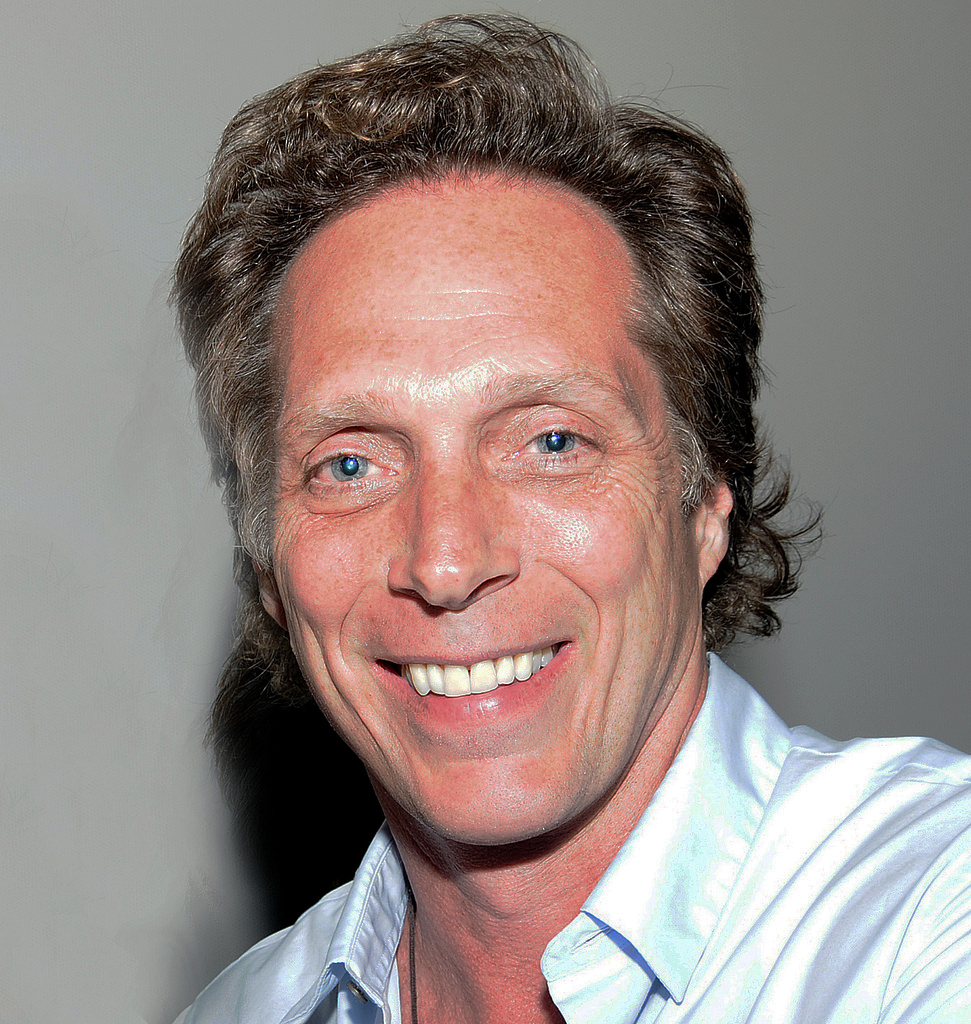
William Fichtner, interprète Adam Janikowski.

### Acteurs récurrents
- Reggie De Leon : Paul (saisons 1 et 2)
- Kevin Pollak (VF : Vincent Violette) : Alvin Lester Biletnikoff (saisons 1 et 2)
- Mary Pat Gleason (VF : Laure Sabardin) : Mary (saisons 1 à 7)
- Octavia Spencer (VF : Marie Lenoir) : Regina Topkins (récurrente saisons 1 et 2, invitée saison 3)
- Courtney Henggeler (VF : Véronique Borgias) : Claudia (saisons 1 et 2)
- Sara Rue (VF : Marjorie Frantz) : Candice, la nouvelle épouse de Baxter (l'ex mari de Christy) (saisons 2 à 4)
- Will Sasso (VF : Jean-François Aupied) : Andy (saison 6 à 8)
- Rainn Wilson (VF : Christophe Lemoine) : Trevor (saison 6 à 8)

### Invités
- Justin Long (VF : Patrick Mancini) : Adam (saison 1, épisodes 3, 6 & 8)
- Emily Osment (VF : Camille Donda) : Jodi (saison 3, épisodes 2, 3, 7 & 12)
- Chris Pratt (VF : David Krüger) : Nick Banaszak (saison 4, épisode 11)
- Paget Brewster (VF : Marie Zidi) : Veronica Stone (saison 7, épisodes 3, 5 & 6)
- Kathleen Turner (VF : Michèle Bardollet) : Cookie (saison 7, épisodes 11 & 14)
- Wallace Langham (VF : Jérémy Prévost) : Jerry (saison 7, épisodes 12 & 18 / saison 8 épisode 17)
- Kevin Dunn (VF : Jacques Bouanich) : Gary (saison 8, épisode 2)
- Steve Valentine (VF : Emmanuel Curtil) : Rod (saison 8, épisodes 3, 11 & 12)
- Tyne Daly (VF : Marion Game) : Barbara (saison 8, épisode 9)

Version française
- Société de doublage : Dubbing Brothers[7],[8]
- Direction artistique : Virginie Ledieu[7],[8]
- Adaptation des dialogues : Olivier Delebarre & Laurence Fattelay[7]

 Source et légende : version française (VF) sur RS Doublage et  Doublage Séries Database

## Fiche technique
- Réalisateur du pilote : Pamela Fryman
- Producteurs exécutifs : Chuck Lorre, Eddie Gorodetsky et Pamela Fryman
- Société de production : Chuck Lorre Productions, Warner Bros. Television

## Développement

### Production
CBS a commandé un pilote en décembre 2012, puis a commandé la série le 10 mai 2013 et lui a attribué cinq jours plus tard la case horaire du lundi à 21 h 30 à l'automne.
Le 17 octobre 2013, CBS commande une saison complète, portant le total à 22 épisodes.
Le 13 mars 2014, la série a été renouvelée pour une deuxième saison.
Le 11 mars 2015, la série a été renouvelée pour une troisième saison.
Le 25 mars 2016, CBS annonce la reconduction de la série pour une quatrième saison.
Le 23 mars 2017, CBS reconduit la série pour une cinquième saison,.
Le 8 avril 2018, CBS reconduit la série pour une sixième saison.
Le 5 février 2019, CBS reconduit la série pour une septième et huitième saison. En février 2021, CBS annonce que la huitième saison est la dernière.

### Casting
Les rôles ont été attribués dans cet ordre : Anna Faris, Allison Janney, Blake Garrett Rosenthal, Nate Corddry, Matt L. Jones et Spencer Daniels, Sadie Calvano et French Stewart.
En décembre 2013, Kevin Pollak décroche un rôle récurrent.
En juillet 2014, Jaime Pressly décroche le rôle récurrent de Jill pour la deuxième saison. Le 13 mars 2015, elle est promue à la distribution principale pour la troisième saison.
À la fin mai 2015, il est annoncé que Spencer Daniels (Luke) ne fera plus partie de la distribution principale pour la troisième saison, ayant été absent des 14 derniers épisodes, alors que Beth Hall, récurrente au cours de la deuxième saison, a été promue à la distribution principale.
Le 24 juin 2016, William Fichtner qui a rejoint la troisième saison dans le rôle récurrent de Adam Janakowski est promu régulier lors de la quatrième saison.
En juillet 2019, Kristen Johnston qui a été introduite lors de la sixième saison, est promue à la distribution principale de la septième saison.
Le 4 septembre 2020, Anna Faris annonce son départ de la série.

## Épisodes
| Saison | Saison | Épisodes | Diffusion original | Diffusion original |
| Saison | Saison | Épisodes | Début de saison    | Fin de saison      |
| ------ | ------ | -------- | ------------------ | ------------------ |
|        | 1      | 22       | 23 septembre 2013  | 14 avril 2014      |
|        | 2      | 22       | 30 octobre 2014    | 30 avril 2015      |
|        | 3      | 22       | 5 novembre 2015    | 19 mai 2016        |
|        | 4      | 22       | 27 octobre 2016    | 11 mai 2017        |
|        | 5      | 22       | 2 novembre 2017    | 10 mai 2018        |
|        | 6      | 22       | 27 septembre 2018  | 9 mai 2019         |
|        | 7      | 20       | 26 septembre 2019  | 16 avril 2020      |
|        | 8      | 18       | 5 novembre 2020    | 13 mai 2021        |

### Première saison (2013-2014)
1. Mère dans tous ses états (Pilot)
2. Le Test (A Pee Stick and an Asian Raccoon)
3. Maladresses (A Small Nervous Breakdown and a Misplaced Fork)
4. À qui la faute ? (Loathing and Tube Socks)
5. Les Bons Samaritains (Six Thousand Bootleg T-Shirts and a Prada Handbag)
6. Abstinence (Abstinence and Pudding)
7. Bouffée d'hormones (Estrogen and a Hearty Breakfast)
8. Week-end romantique (Big Sur and Strawberry Lube)
9. Comme on pisse au lit, on se couche (Zombies and Cobb Salad)
10. Cohabitation (Belgian Waffles and Bathroom Privileges)
11. Amies pour la vie (Cotton Candy and Blended Fish)
12. Grosse cylindrée et tomates cerises (Corned Beef and Handcuffs)
13. À l'aide (Hot Soup and Shingles)
14. Confiance détruite (Leather Cribs and Medieval Rack)
15. Mon père, ce zéro (Fireballs and Bullet Holes)
16. Nietzsche et Bière à gogo (Nietzsche and a Beer Run)
17. Au feu les pompiers (Jail, Jail and Japanese Porn)
18. Baby shower (Sonograms and Tube Tops)
19. Dérapages (Toilet Wine and the Earl of Sandwich)
20. Jeux vidéo et adoption (Clumsy Monkeys and a Tilted Uterus)
21. Rêves brisés et artères bouchées (Broken Dreams and Blocked Arteries)
22. Délivrance (Smokey Taylor and a Deathbed Confession)

### Deuxième saison (2014-2015)
Initialement prévue pour le lundi 29 septembre 2014, elle a été repoussée au jeudi 30 octobre 2014, sur CBS, aux États-Unis.
1. Rien ne va plus (Hepatitis and Lemon Zest)
2. Exauce mes prières (Figgy Pudding and the Rapture)
3. Home sweet home (Chicken Nuggets and a Triple Homicide)
4. Au boulot ! (Forged Resumes and the Recommended Dosage)
5. Question d'expérience (Kimchi and a Monkey Playing Harmonica)
6. Désintox mon amour (Crazy Eyes and a Wet Brad Pitt)
7. Fautes avouées (Soapy Eyes and a Clean Slate)
8. Thérapie de groupe (Free Therapy and a Dead Lady's Yard Sale)
9. Bon chien (Godzilla and a Sprig of Mint)
10. Formation canapé (Nudes and a Six-Day Cleanse)
11. Le Septième Ciel (Three Smiles and an Unpainted Ceiling)
12. Rancœurs tenaces (Kitty Litter and a Class A Felony)
13. Alvin de rechange (Cheeseburger Salad and Jazz)
14. Secrets d'alcôve (Benitos Poppins and a Warm Pumpkin)
15. Le Goût du danger (Turkey Meatballs and a Getaway Car)
16. Prison, pognon et prières (Dirty Money and a Woman Named Mike)
17. Sous le charme (A Commemorative Coin and a Misshapen Head)
18. Chute et rechute (Dropped Soap and a Big Guy on a Throne)
19. Un chat dépressif (Mashed Potatoes and a Little Nitrous)
20. Rude épreuve (Sick Popes and a Red Ferrari)
21. Le Temps d'une trêve (Patient Zero and the Chocolate Fountain)
22. Amour maternel (Fun Girl Stuff and Eternal Salvation)

### Troisième saison (2015-2016)
Elle a été diffusée du 5 novembre 2015 au 19 mai 2016 sur CBS, aux États-Unis.
1. On ne choisit pas sa famille (Terrorists and Gingerbread)
2. Positive attitude (Thigh Gap and a Rack of Lamb)
3. Intervention divine (Mozzarella Sticks and a Gay Piano Bar)
4. Amende honorable (Sawdust and Brisket)
5. Opération séduction (A Pirate, Three Frogs and a Prince)
6. Recherche mâle désespérément (Horny-Goggles and a Catered Intervention)
7. Dîner de famille (Kreplach and a Tiny Tush)
8. Touche pas à mon père (Snickerdoodle and a Nip Slip)
9. Belle-maman (My Little Pony and a Demerol Drip)
10. Tante Jeanine (Quaaludes and Crackerjack)
11. Pure charité (Cinderella and a Drunk MacGyver)
12. L'Héroïne du jour (Diabetic Lesbians and a Blushing Bride)
13. Frontière émotionnelle (Sticky Hands and a Walk on the Wild Side)
14. Tache mortelle (Death, Death, Death and a Bucket of Chicken)
15. Changement séduisant (Nazi Zombies and a Two-Hundred Pound Baby)
16. Mauvais numéro (Cornflakes and the Hair of Three Men)
17. Preuves à l'appui (Caperberries and a Fat Detective)
18. Passif intolérable (Beast Mode and Old People Kissing)
19. Coûte que coûte (A Catheter and a Dipsy-Doodle)
20. Mères indignes (Pure Evil and a Free Piece of Cheesecake)
21. De mère en fille (Mahjong Sally and the Ecstasy)
22. Une chance de bourse (Atticus Finch and the Downtrodden)

### Quatrième saison (2016-2017)
Elle a été diffusée du 27 octobre 2016 au 11 mai 2017.
1. Réunions séduisantes (High-Tops and Brown Jacket)
2. Expériences passées (Sword Fights and Dominican Shortstop)
3. Crise de confiance (Sparkling Water and Ba-Dinkers)
4. À qui la faute ? (Curious George and the Big Red Nightmare)
5. Le Retour de la fille prodigue (Blow and a Free McMuffin)
6. Contrôle parental (Xanax and a Baby Duck)
7. Crise existentielle (Cornbread and a Cashmere Onesie)
8. Sans circonstance atténuante (Freckled Bananas and a Little Schwinn)
9. La Valse des méchantes mains (Bad Hand and British Royalty)
10. Alerte cigogne (A Safe Word and a Rib Eye)
11. Le Bel Étalon (Good Karma and the Big Weird)
12. La gourmandise est un vilain défaut (Wind Chimes and a Bottomless Pit of Sadness)
13. Tout n'est pas perdu (A Bouncy Castle and an Aneurysm)
14. La patience a ses limites (Roast Chicken and a Funny Story)
15. Chasse gardée (Night Swimmin' and an English Muffin)
16. Numéro d'urgence (Martinis and a Sponge Bath)
17. Mise à l'épreuve (Black Mold and an Old Hot Dog)
18. Le Secret de ma mère (Tush Push and Some Radishes)
19. Vie de couple (Tantric Sex and the Sprouted Flute)
20. Un phare dans la nuit (A Cricket and a Hedge Made of Gold)
21. Crise d'angoisse (A Few Thongs and a Hawaiian Funeral)
22. Famille recomposée (Lockjaw and a Liquid Diet)

### Cinquième saison (2017-2018)
Elle a été diffusée du 2 novembre 2017 au 10 mai 2018.
1. Tu veux ou tu veux pas ? (Twinkle Lights and Grandma Shoes)
2. Trop facile (Fish Town and Too Many Thank You's)
3. Rapprochements (A Seafaring Ancestor and a Bloomin' Onion)
4. Quand le rêve devient réalité (Fancy Crackers and a Nashville Minute)
5. Alter ego secret (Poodle Fuzz and a Twinge of Jealousy)
6. Super héroïnes (Smooth Jazz and a Weird Floaty Eye)
7. Futur proche (Too Many Hippies and Huevos Rancheros)
8. Joyeux Noël (Epi-pens and a Security Cat)
9. Licenciement abusif (Teenage Vampires and a White Russian)
10. Relation à distance (A Bear and a Bladder Infection)
11. Sous pression (Sex Fog and a Mild-to-Moderate Panic Attack)
12. Ceux qui m'aiment prendront le bus (Push-Down Coffee and a Working Turn Signal)
13. Décisions radicales (Pudding and a Screen Door)
14. Par le pouvoir de la force intérieure (Charlotte Brontë and a Backhoe)
15. Christy à la rescousse (Esta Loca and a Little Klingon)
16. Un nouveau compagnon (Eight Cats and the Hat Show)
17. Les Conséquences de nos actes (Crazy Snakes and Astronauts)
18. Recherche marraine (Spaghetti Sauce and a Dumpster Fire)
19. Changement de propriétaire (A Taco Bowl and a Tubby Seamstress)
20. Orgueil mal placé (Ocular Fluid and Fighting Robots)
21. Le Démon du jeu (Phone Confetti and a Wee Dingle)
22. Félicitations, Christy ! (Diamond Earrings and a Pumpkin Head)

### Sixième saison (2018-2019)
Elle a été diffusée du 27 septembre 2018 au 9 mai 2019.
1. Situation cauchemardesque (Pre-Washed Lettuce and a Mime)
2. Délivrez-moi de la tentation (Go-Go Boots and a Butt Cushion)
3. Manipulateur manipulé (Ambulance Chasers and a Babbling Brook)
4. Reprise de justesse (Big Sauce and Coconut Water)
5. Virée spéciale (Flying Monkeys and a Tank of Nitrous)
6. Dette d'honneur (Cottage Cheese and a Weird Buzz)
7. La Dernière pièce du puzzle (Puzzle Club and a Closet Party)
8. Une bouteille à la mère (Jell-o Shots and the Truth about Santa)
9. Faux procès (Pork Loin and a Beat Up Monte Carlo)
10. Fumer nuit à l'amitié (Flamingos and a Dance-Based Exercise Class)
11. Ultimatum de Noël (Foot Powder and the Barrelworks Pirates)
12. Pause câlin (Hacky Sack and a Beautiful Experience)
13. Abstinence californienne (Big Floor Pillows and a Ball of Fire)
14. Le Jugement des autres (Kalamazoo and a Bad Wedge of Brie)
15. Jamais seule (Sparkling Banter and a Failing Steel Town)
16. Stress intense (Skippy and the Knowledge Hole)
17. Le Démon du jeu (A Dark Closet and Therapy with Horses)
18. Crise maternelle (Soup Town and a Little Blonde Mongoose)
19. Trop plein (Lumbar Support and Old Pork)
20. Fautes avouées (Triple Dip and an Overhand Grip)
21. Transfert affectif (Fingers Guns and a Beef Bourguignon)
22. Je le veux (Crazy Hair and a Teeny Tiny Part of Canada)

### Septième saison (2019-2020)
Elle a été diffusée du 26 septembre 2019 au 16 avril 2020.
1. Lune de miel (Audrey Hepburn and a Jalapeño Pepper)
2. Épate-moi si tu peux (Pop Pop and a Puma)
3. Être ou ne plus être (Goat Yogurt and Ample Parking)
4. Le Nouveau (Twirly Flippy Men and a Dirty Bird)
5. Dieu a un plan (Fake Bacon and a Plan to Kill All of Us)
6. Une vidéo gênante (Wile E. Coyote and a Pretentious Douche)
7. Couples d'amis (Pork Butt and a Mall Walker)
8. Relations toxiques (Hot Butter and Toxic Narcissism)
9. Libérée, délivrée (Tuna Florentine and a Clean Handoff)
10. Trêve de Noël (Higgledy-Piggledy and a Cat Show)
11. Tante Cookie (One Tiny Incision and a Coffin Dress)
12. Avec rancune (Silly Frills and a Depressed Garden Gnome)
13. Râleuse compulsive (Dammit Sandra and the Money Bus)
14. Confiance envolée (Cheddar Cheese and a Squirrel Circus)
15. Promesse ringarde (Somebody's Grandmother and the A-List)
16. La Périménopose (Judy Garland and a Sexy Troll Doll)
17. Le Jeu de l'amour (Beef Baloney Dan and a Sarcastic No)
18. Psy dans tous ses états (A Judgy Face and Your Grandma's Drawers)
19. Baby-sitting (Texas Pete and a Parking Lot Carnival)
20. Virée de filles (Big Sad Eyes and an Antique Hot Dog)

### Huitième saison (2020-2021)
Cette saison de 18 épisodes, qui sera la dernière, est diffusée depuis le 5 novembre 2020.
1. La pyjama party (Sex Bucket and the Grammar Police)
2. Moi, à votre place... (Smitten Kitten and a Tiny Boo-Boo Error)
3. Rock star sans fard (Tang and a Safe Space for Everybody)
4. Dîner de couples (Astronauts and Fat Trimmings)
5. Presque veuve (Sober Wizard and a Woodshop Workshop)
6. Filature indiscrète (Woo-Woo Lights and an Onside Kick)
7. Perte de contrôle (S'Mores and a Sadness Cocoon)
8. Détachement bienveillant (Bloody Stumps and a Chemical Smell)
9. Choisir c'est renoncer (Whip-Its and Emotionally Attuned Babies)
10. Une Saint-Valentin solidaire (Illegal Eels and the Cantaloupe Man)
11. L'homme de la situation (Strutting Peacock and Father O'Leary)
12. Un passé trop présent (Tiny Dancer and an Impromptu Picnic)
13. Fautes avouées à moitié pardonnées (Klondike-Five and a Secret Family)
14. Ma meilleure ennemie (Endorphins and a Toasty Tushy)
15. Question d'honnêteté (Vinyl Flooring and a Cartoon Bear)
16. Détournement d'attention (Scooby-Doo Checks and Salisbury Steak)
17. Reconnaissance honorifique (A Community Hero and a Wide Turn)
18. Pour le meilleur et pour le pire (My Kinda People and the Big To-Do)

## Accueil

### Aux États-Unis
Le lundi 23 septembre 2013, CBS diffuse l'épisode pilote qui s'effectue devant 7,99 millions de téléspectateurs avec un taux de 2,5 % sur les 18⁄49 ans, soit un lancement correct pour la chaîne. Puis, la série oscille autour des 7 millions de fidèles lors de la saison avec un pic à 9.58 lors du quinzième épisode, qui effectue la meilleure audience de la saison. La série a réuni en moyenne 7,6 millions de téléspectateurs durant sa première saison.
Ensuite lors de son retour pour sa deuxième saison, le jeudi 30 octobre 2014, diffusée cette fois-ci à la suite de The Big Bang Theory, la série revient avec un score jamais atteint lors de la première saison, devant 11,13 millions de téléspectateurs avec un taux de 2,5 % sur la cible fétiche des annonceurs. Durant la première partie de la saison, la série se stabilise au-dessus des 10 millions de fidèles, avec un record historique à 12,29 millions, établit lors du neuvième épisode de la saison. Ensuite lors de deuxième partie de la saison, diffusée sans l'appui de The Big Bang Theory, Mom conserve un socle de 9 millions de fidèles. La deuxième saison a rassemblé en moyenne 10 millions d’Américains, soit une hausse de 2,4 millions de fidèles sur un an.
Le 5 novembre 2015, la troisième saison diffusée sans l'appui de The Big Bang Theory revient en baisse devant 7,28 millions de téléspectateurs avec un taux de 1,5 % sur la cible commerciale. La saison atteint son pic d'audience, lors du sixième épisode avec 8,95 millions de fidèles. En moyenne la troisième saison a réuni 7,90 millions de fidèles soit un retrait de 2,1 millions de téléspectateurs, sur 1 an.
| Saisons | Diffusion                                 | Nombre d'épisodes | Lancement         | Lancement       | Final         | Final           | Téléspectateurs (en moyenne) |
| Saisons | Diffusion                                 | Nombre d'épisodes | Date              | Téléspectateurs | Date          | Téléspectateurs | Téléspectateurs (en moyenne) |
| ------- | ----------------------------------------- | ----------------- | ----------------- | --------------- | ------------- | --------------- | ---------------------------- |
| 1       | Lundi, 21 h                               | 22                | 23 septembre 2013 | 8,94 millions   | 14 avril 2014 | 6,86 millions   | 7,60 million                 |
| 2       | Jeudi, 20 h 30 Jeudi, 21 h 30 Jeudi, 21 h | 22                | 30 octobre 2014   | 11,13 millions  | 30 avril 2015 | 8,78 millions   | 10,00 millions               |
| 3       | Jeudi, 21 h                               | 22                | 5 novembre 2015   | 7,28 millions   | 19 mai 2016   | 8,14 millions   | 7,90 million                 |
| 4       | Jeudi, 21 h                               | 22                | 27 octobre 2016   | 7,02 millions   | 11 mai 2017   | 8,12 millions   | 7,50 millions                |
| 5       | Jeudi, 21 h                               | 22                | 2 novembre 2017   | 8,46 millions   | 10 mai 2018   | 7,97 millions   | 8,76 millions                |
| 6       | Jeudi, 21 h                               | 22                | 27 septembre 2018 | 7,94 millions   | 9 mai 2019    | 8,02 millions   | 8,00 millions                |
| 7       | Jeudi, 21 h                               | 20                | 26 septembre 2019 | 6,25 millions   | 16 avril 2020 | 7,14 millions   | 6,27 millions                |

### Réponse critique
Mom a été salué par la critique, avec beaucoup d'éloges pour son écriture et les performances de ses acteurs, en particulier celle d'Allison Janney. La série a reçu un score Metacritic de 65 sur 100 pour sa première saison, sur la base de 25 critiques, indiquant "des critiques généralement favorables". Sur Rotten Tomatoes, la première saison détient un taux d'approbation de 70%, basé sur 40 avis, et une note moyenne de 5,71 / 10. Le consensus critique du site se lit comme suit: "Anna Faris et Allison Janney partagent une chimie comique indéniable, et si les blagues sont parfois trop grossières, maman représente une tentative sincère (et souvent spirituelle) de résoudre les problèmes de dépendance".
Le critique du Boston Herald, Mark A. Perigard a donné une critique positive, en écrivant: "C'est un matériau sombre, mais Faris l'équilibre avec une véritable séduction, capable de faire rire les lignes les plus anodines." Le critique du New York Magazine, Matt Zoller Seitz, a fait l'éloge du casting et l'a qualifié de "presque parfait".
La deuxième saison a été acclamée encore plus par la critique. La saison a reçu un score Metacritic de 81 sur 100, indiquant une "acclamation universelle". Sur Rotten Tomatoes, il détient un taux d'approbation de 88%, basé sur 8 avis, et une note moyenne de 8,5 / 10.
La troisième saison a également été saluée par la critique. La saison a reçu un score Metacritic de 82 sur 100, indiquant une "acclamation universelle". Sur Rotten Tomatoes, il détient un taux d'approbation de 100%, basé sur 11 avis, et une note moyenne de 8,33 / 11. Le consensus critique du site se lit comme suit: "Mom continue de nourrir le genre de sitcom multi-cam avec des histoires matures et des performances merveilleuses d'Anna Faris et Allison Janney, qui gèrent toutes deux des drames réfléchis avec la même touche habile que le timing comique".